# 灯市口駅
灯市口駅（とうしこうえき）は中華人民共和国北京市に位置する北京地下鉄5号線の駅。

## 駅周辺
- 協和医院

## 歴史
- 2007年10月7日 - 5号線開業。

## 隣の駅
北京地下鉄
■5号線
東単駅 - 灯市口駅 - 東四駅
座標: 北緯39度54分55秒 東経116度24分43秒 / 北緯39.91539度 東経116.41184度
| スタブアイコン | サブスタブ | この項目は、まだ閲覧者の調べものの参照としては役立たない、鉄道に関連した書きかけの項目です。この項目を加筆・訂正などしてくださる協力者を求めています（P:鉄道/PJ:鉄道）。 |